# Canapé (hors-d'œuvre)
Pour les articles homonymes, voir Canapé (homonymie).

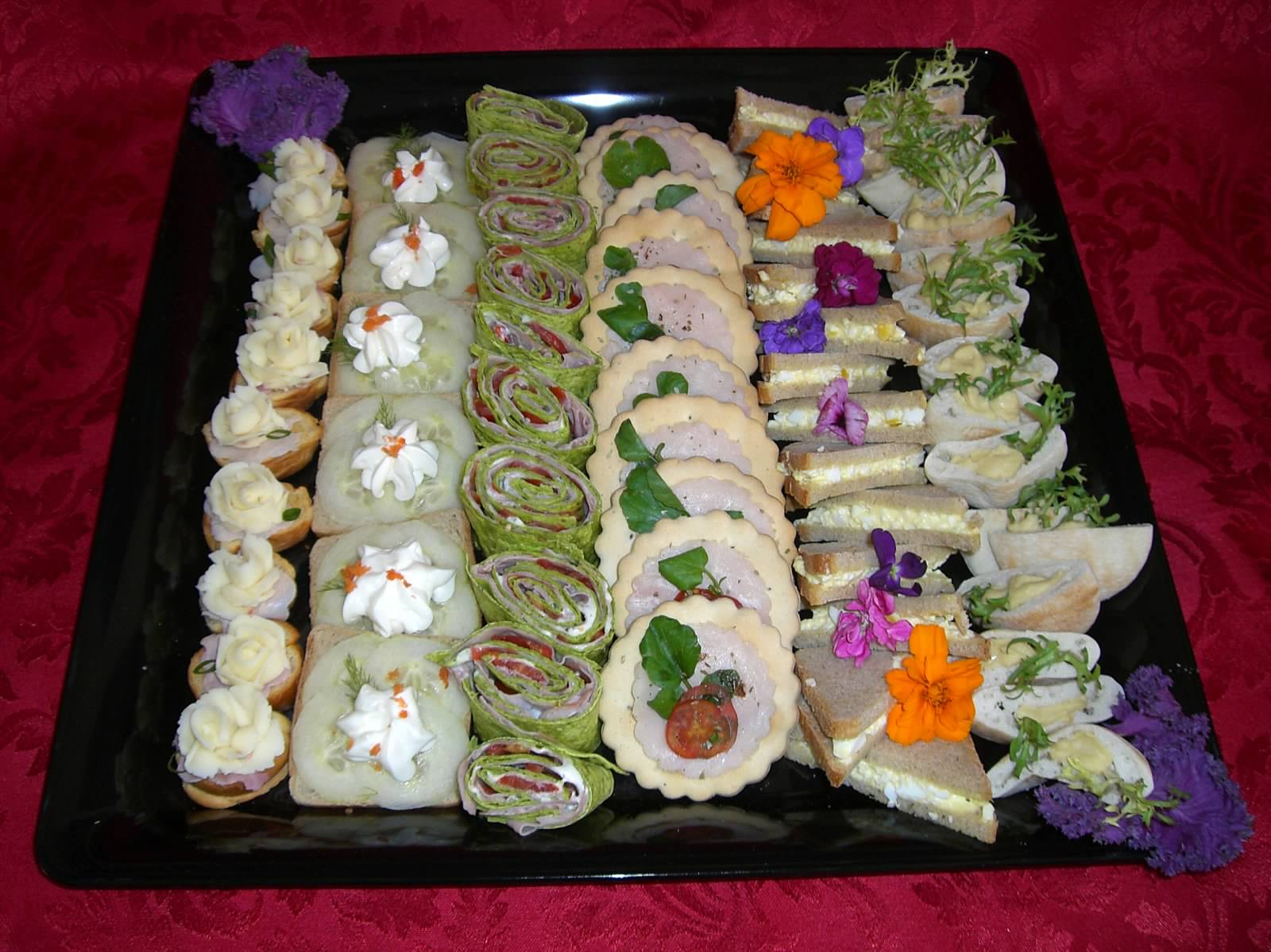
Plateau de canapés.

En matière culinaire, un canapé désigne une petite tranche de pain sur laquelle on dépose différents mets afin de réaliser des hors-d'œuvre sous forme d'amuse-gueule. Par extension, « canapé » désigne également le hors-d’œuvre ainsi réalisé. Le pain utilisé est souvent du pain de mie, qui est parfois grillé ou frit.